# فابین کارا
فابین کارا (فرانسوی: Fabienne Carat‎؛ زادهٔ ۲۴ اوت ۱۹۷۹) بازیگر، خواننده اهل فرانسه است. وی از سال ۲۰۰۱ میلادی تاکنون مشغول فعالیت بوده‌است.